# Santa Adélia (kommun)
Santa Adélia är en kommun i Brasilien.   Den ligger i delstaten São Paulo, i den sydöstra delen av landet, 600 km söder om huvudstaden Brasília. Antalet invånare är 14 333.
Följande samhällen finns i Santa Adélia:
- Santa Adélia

Trakten runt Santa Adélia består till största delen av jordbruksmark. Runt Santa Adélia är det ganska glesbefolkat, med 22 invånare per kvadratkilometer.